# Ernoneura argus
Ernoneura argus är en tvåvingeart som först beskrevs av Zetterstedt 1838.  Ernoneura argus ingår i släktet Ernoneura och familjen kolvflugor. Arten är reproducerande i Sverige. Inga underarter finns listade i Catalogue of Life.